# بالدورز گیت ۲: سایه‌های آمن
بالدورز گیت ۲: سایه‌های آمن (به انگلیسی: Baldur's Gate II: Shadows of Amn) یک بازی ویدئویی در سبک نقش‌آفرینی است که توسط بایوور توسعه یافته و توسط اینترپلی انترتینمنت منتشر شده است. این عنوان دنباله بالدورز گیت در سال ۱۹۹۸ است و در سپتامبر ۲۰۰۰ برای ویندوز منتشر شد. بازیکن گروهی از شش کاراکتر را کنترل می‌کند که یکی از آنها توسط بازیکن ساخته می‌شود و بقیه شخصیت‌های خاصی هستند که از دنیای بازی آورده شده‌اند. دنباله بازی با نام بالدورز گیت ۳ ساخته لاریان استودیوز در سال ۲۰۲۳ منتشر شد.